# 목포해상케이블카

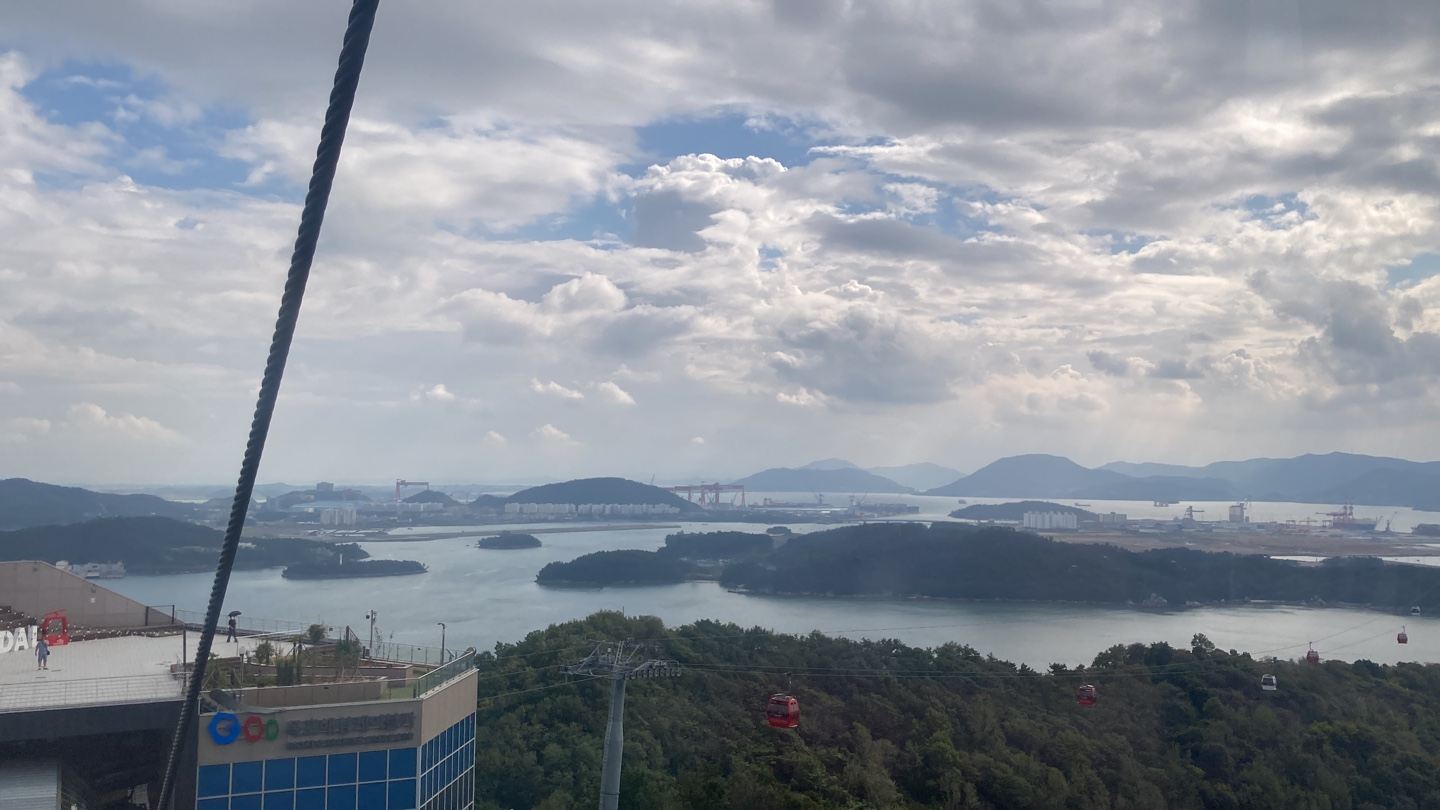
목포해상케이블카 풍경

목포해상케이블카는 대한민국 전라남도 목포시에 위치한 해상 케이블카다. 고하도와 유달산과 북항에 스태이션을 두고 연결하고 있다. 길이는 3.23km의 관광 케이블카다.

## 역사
1998년 목포시는 해상케이블카를 추진했다. 하지만 여러 가지 규제에 묶여 3차례나 좌절되었다. 2014년 12월에 개통한 여수해상케이블카가 여수시에 관광객을 유치하면서 여기에 자극받아 2015년 10월 29일 목포시에서 유달산과 고하도를 잇는 해상케이블카 설치를 위한 민간사업자 공모를 진행했다.
2017년 9월 15일 착공했다.2018년 8월 완공을 목표로 하였다. 처음 추진한지 30년만에 첫 삽을 뜨게 되었다. 길이는 3.23km으로 완공시 대한민국에서 가장 긴 관광 케이블카가 된다. 이승만 시 공보담당은 "연간 예상 탑승객은 100만명, 1년 1000억원의 경제 유발 효과가 있을 것"이라고 말했다.
2019년 9월 6일에 개통하였다. 오후 2시에 개통식을 열었다. 운행 거리가 3.23km(해상 0.82, 육상 2.41)로 대한민국 최장이였다. 지금은 춘천 삼악산 호수 케이블카가 3.61km로 더 길지만 해상 케이블카중에선 최장이다. 이용시간은 왕복 40분이다.

## 상세
길이는 3.23km으로 대한민국에서 가장 긴 관광 케이블카다. 고하도와 유달산과 북항에 스태이션을 두고 있어 거기서 타거나 내릴 수 있다. 유달산 상부에서 고하도로 향하는 지주 타워로 그 높이가 155m로 세계 두번째 높이다. 바닥이 불투명한 일반 캐빈과 바닥이 투명한 크리스탈 캐빈을 두고 있다.

## 관광효과
운행 70일만에 이용자 수가 42만명을 돌파했다. 관광객이 늘어나면서 조선업 침체로 침체되어가던 지역 경제에 활력을 불어넣고 있다. 목포시는 "생산 유발과 부가가치 유발 효과가 각각 791억원, 35억원에 달한다"고 밝혔다.

## 같이 보기
- 유달산
- 고하도
- 여수 해상케이블카